# Équipe d'Albanie masculine de volley-ball
L'équipe d'Albanie de volley-ball est composée des meilleurs joueurs albanais sélectionnés par la Fédération albanaise de volley-ball. Elle est actuellement classée au 65e rang de la Fédération internationale de volley-ball au 15 janvier 2010.

## Sélection actuelle
Sélection pour les Qualifications aux championnats du monde de 2010.

Entraîneur : Ylli Tomorri  ; entraîneur-adjoint : Ilia Koja 

## Palmarès et parcours

### Parcours

#### Championnat du monde
| - 1949 : Non qualifié - 1952 : Non qualifié - 1956 : Non qualifié - 1960 : Non qualifié - 1962 : 16e - 1966 : Non qualifié - 1970 : Non qualifié - 1974 : Non qualifié - 1978 : Non qualifié - 1982 : Non qualifié |  | - 1986 : Non qualifié - 1990 : Non qualifié - 1994 : Non qualifié - 1998 : Non qualifié - 2002 : Non qualifié - 2006 : Non qualifié - 2010 : Non qualifié - 2014 : Non qualifié - 2018 : Non qualifié - 2022 : Non qualifié |

#### Championnats d'Europe
| - 1948 : Non qualifié - 1950 : Non qualifié - 1951 : Non qualifié - 1955 : 10e - 1958 : 11e - 1963 : Non qualifié - 1967 : 13e - 1971 : Non qualifié - 1975 : Non qualifié - 1977 : Non qualifié - 1979 : Non qualifié |  | - 1981 : Non qualifié - 1983 : Non qualifié - 1985 : Non qualifié - 1987 : Non qualifié - 1989 : Non qualifié - 1991 : Non qualifié - 1993 : Non qualifié - 1995 : Non qualifié - 1997 : Non qualifié - 1999 : Non qualifié - 2001 : Non qualifié |  | - 2003 : Non qualifié - 2005 : Non qualifié - 2007 : Non qualifié - 2009 : Non qualifié - 2011 : Non qualifié - 2013 : Non qualifié - 2015 : Non qualifié - 2017 : Non qualifié - 2019 : Non qualifié - 2021 : Non qualifié - 2023 : Non qualifié |